# Avezac-Prat-Lahitte
Avezac-Prat-Lahitte is een gemeente in het Franse departement Hautes-Pyrénées (regio Occitanie) en telt 514 inwoners (1999). De plaats maakt deel uit van het arrondissement Bagnères-de-Bigorre.

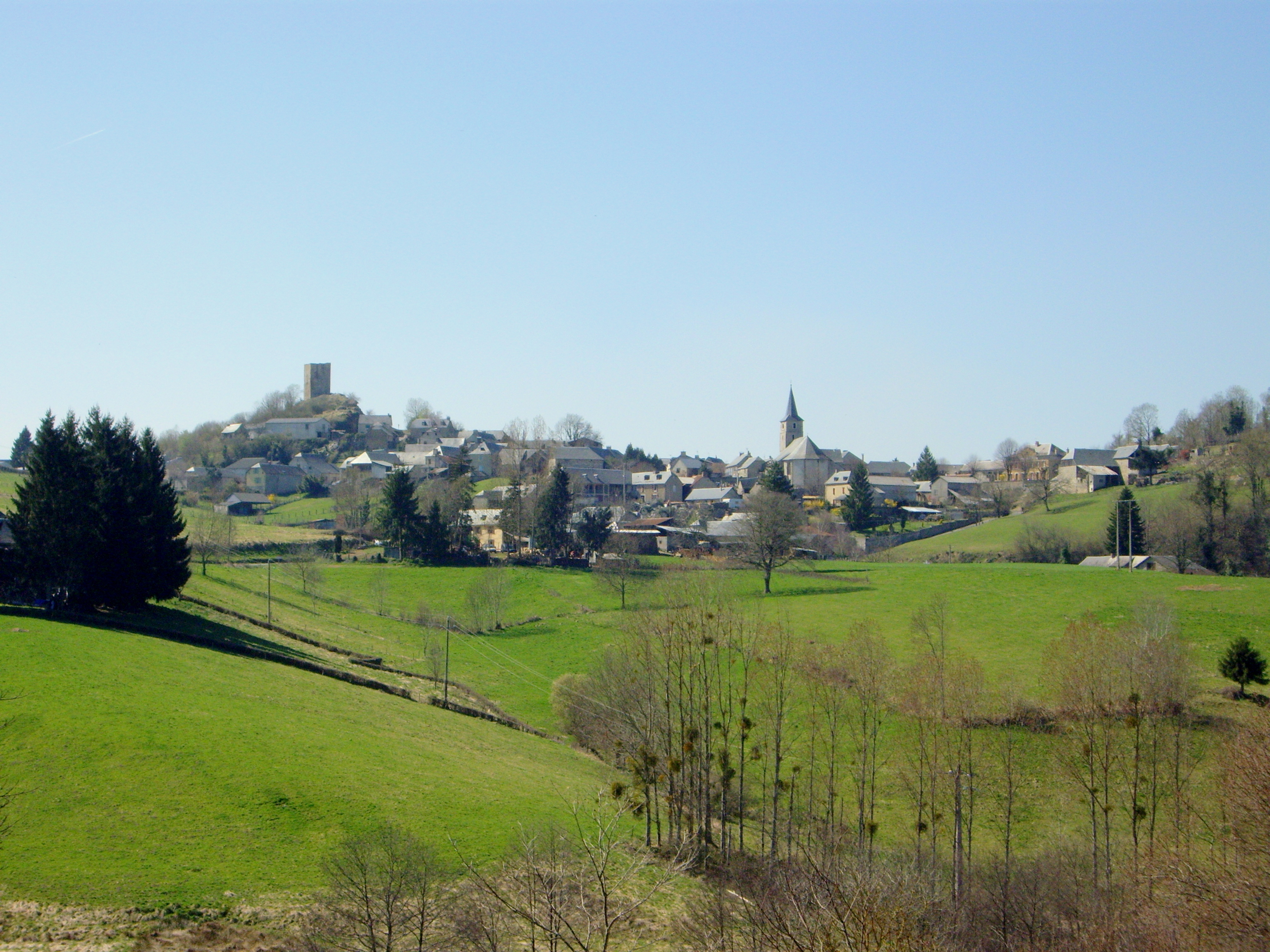
Avezac-Prat-Lahitte

## Geografie
De oppervlakte van Avezac-Prat-Lahitte bedraagt 18,1 km², de bevolkingsdichtheid is 28,4 inwoners per km².

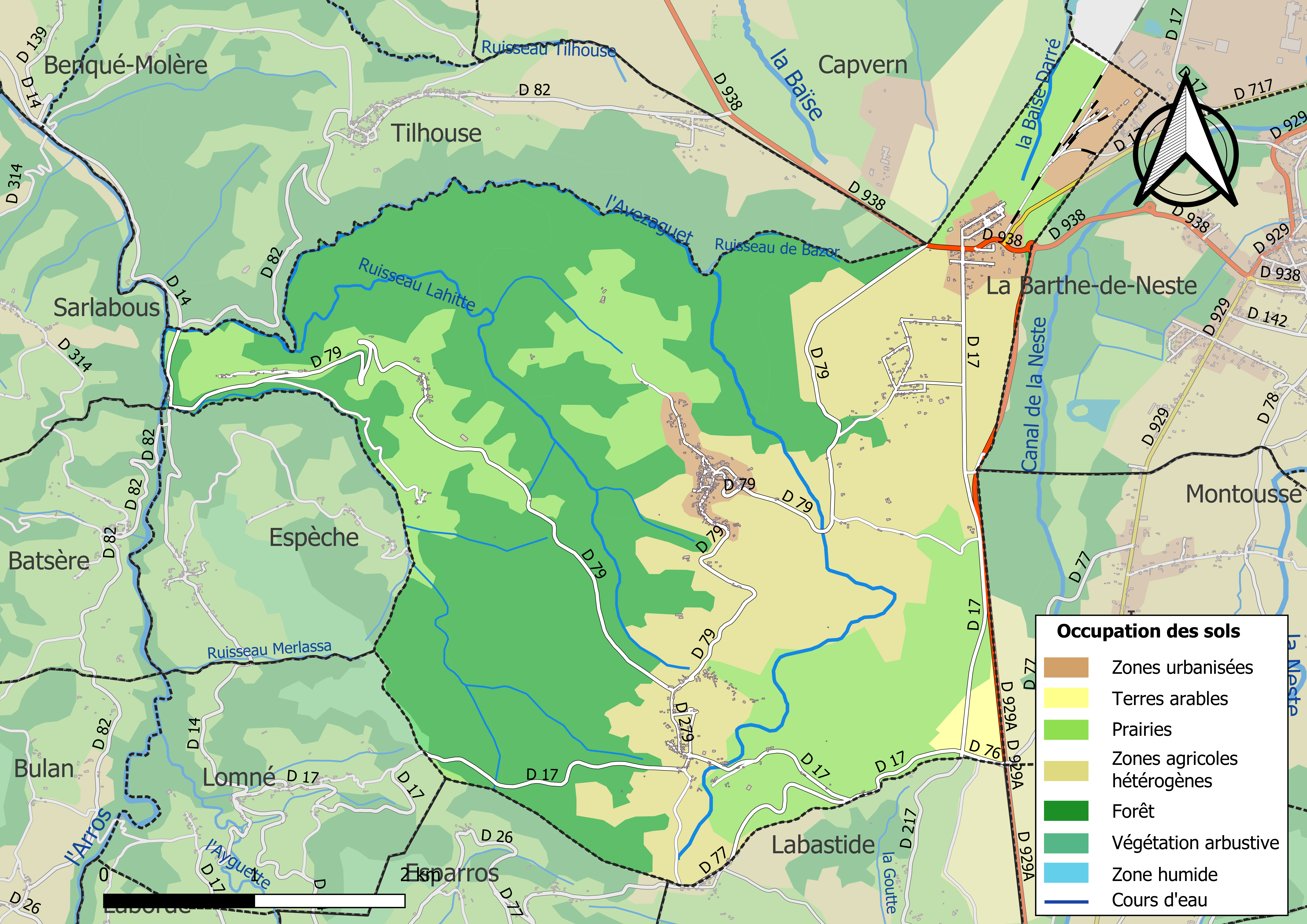
Kaart van de gemeente met belangrijkste infrastructuur, bodemgebruik en omliggende gemeenten

## Demografie
Onderstaande figuur toont het verloop van het inwonertal (bron: INSEE-tellingen).

1. ↑  Populations de référence 2022.